# Agroekosystem
Agroekosystem – najbardziej zantropogenizowany układ ekologiczny poddany stałemu działaniu agrotechnicznemu człowieka. Różni się on od ekosystemów naturalnych tym, że wśród producentów główną rolę spełniają rośliny uprawne, głównymi konsumentami są człowiek i zwierzęta gospodarskie, inni zaś naturalni makrokonsumenci są w miarę możliwości eliminowani. Czynniki abiotyczne podlegają w agroekosystemie silnej ingerencji człowieka (nawożenie, stosowanie pestycydów, nawadnianie itp.), w konsekwencji czego zachodzą też zmiany w składzie i liczebności destruentów. Agroekosystem, dzięki uprawie roli, nawożeniu, nawadnianiu, corocznemu obsiewaniu uszlachetnionymi gatunkami roślin uprawnych, pielęgnowaniu i ochronie przed agrofagami, jest najwydajniejszym ekosystemem. Człowiek, dążąc do zwiększania plonów, upraszcza środowisko (zakładanie monokultur) i zmienia skomplikowane powiązania żywieniowe na krótkie łańcuchy pokarmowe, co znacznie obniża stabilność agroekosystemu.